# 巴尼亚斯
巴尼亚斯（阿拉伯語：بانياس，Bāniyās）是叙利亚西部的一个海港城市，是叙利亚重要的石油输出港，有输油管道连接伊拉克北部的基尔库克和叙利亚东部幼发拉底河盆地的油田。巴尼巴斯还是叙利亚石油运输公司的总部所在地。巴尼巴斯拥有叙利亚最大的炼油厂。